# José Barrientos

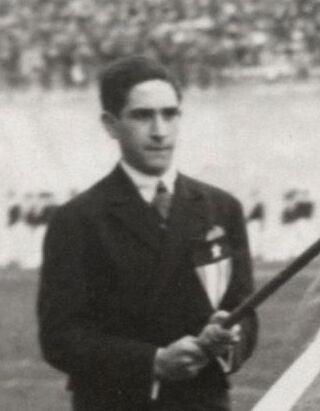
José Barrientos (1928)

José Barrientos (José Eduardo Barrientos Schweyer; * 18. März 1904 in Matanzas; † 27. September 1945) war ein kubanischer Sprinter.
Bei den Olympischen Spielen 1928 in Amsterdam erreichte er über 100 Meter das Viertelfinale.
Er starb bei einem Flugzeugabsturz in der Floridastraße. Sein Bruder Armando Barrientos war als Fechter erfolgreich.

## Persönliche Bestzeiten
- 100 m: 10,4 s, 8. Mai 1927, Havanna
- 200 m: 21,6 s, 8. Mai 1927, Havanna